# Joe Burrow
Joseph Lee Burrow (Ames, Iowa, Estados Unidos; 10 de diciembre de 1996), más conocido simplemente como Joe Burrow, es un jugador profesional de fútbol americano. Juega en la posición de quarterback y actualmente milita en las filas de los Cincinnati Bengals de la National Football League (NFL).
Jugó al fútbol americano universitario en Ohio State y en LSU. Con los Tigers se proclamó campeón nacional y fue galardonado con el Trofeo Heisman en 2019 antes de ser elegido por los Bengals en la primera posición del Draft de la NFL de 2020.

## Biografía
Joe Burrow nació en Ames, Iowa, el 10 de diciembre de 1996. Su padre, Jim Burrow, jugó a fútbol gridiron como defensive back en los Green Bay Packers de la NFL y en los Montreal Alouettes, Calgary Stampeders y Ottawa Rough Riders de la CFL.

## Carrera

### Universidad

#### Estadísticas
|         | Líder de la NCAA                                  |
|         | Denota temporada en la que fue campeón de la NCAA |
| Negrita | Máximo de carrera                                 |

| Año   | Equipo     | Partidos           | Partidos           | Pase               | Pase               | Pase               | Pase               | Pase               | Pase               | Pase               | Carrera            | Carrera            | Carrera            | Carrera            |
| Año   | Equipo     | PJ                 | PT                 | Comp               | Att                | Pct                | Yds                | TD                 | Int                | Rating             | Att                | Yds                | Avg                | TD                 |
| ----- | ---------- | ------------------ | ------------------ | ------------------ | ------------------ | ------------------ | ------------------ | ------------------ | ------------------ | ------------------ | ------------------ | ------------------ | ------------------ | ------------------ |
| 2015  | Ohio State | No jugó (redshirt) | No jugó (redshirt) | No jugó (redshirt) | No jugó (redshirt) | No jugó (redshirt) | No jugó (redshirt) | No jugó (redshirt) | No jugó (redshirt) | No jugó (redshirt) | No jugó (redshirt) | No jugó (redshirt) | No jugó (redshirt) | No jugó (redshirt) |
| 2016  | Ohio State | 5                  |                    | 22                 | 28                 | 78,6               | 226                | 2                  | 0                  | 169,9              | 12                 | 58                 | 4,8                | 1                  |
| 2017  | Ohio State | 5                  |                    | 7                  | 11                 | 63,6               | 61                 | 0                  | 0                  | 110,2              | 3                  | -5                 | -1,7               | 0                  |
| 2018  | LSU        | 13                 |                    | 219                | 379                | 57,8               | 2894               | 16                 | 5                  | 133,2              | 128                | 399                | 3.1                | 7                  |
| 2019  | LSU        | 15                 |                    | 402                | 527                | 76,3               | 5671               | 60                 | 6                  | 202,0              | 115                | 368                | 3,2                | 5                  |
| Total | Total      | 37                 |                    | 650                | 945                | 68,8               | 8852               | 78                 | 11                 | 172,4              | 258                | 820                | 3,2                | 13                 |

### NFL

#### Cincinnati Bengals

##### 2020

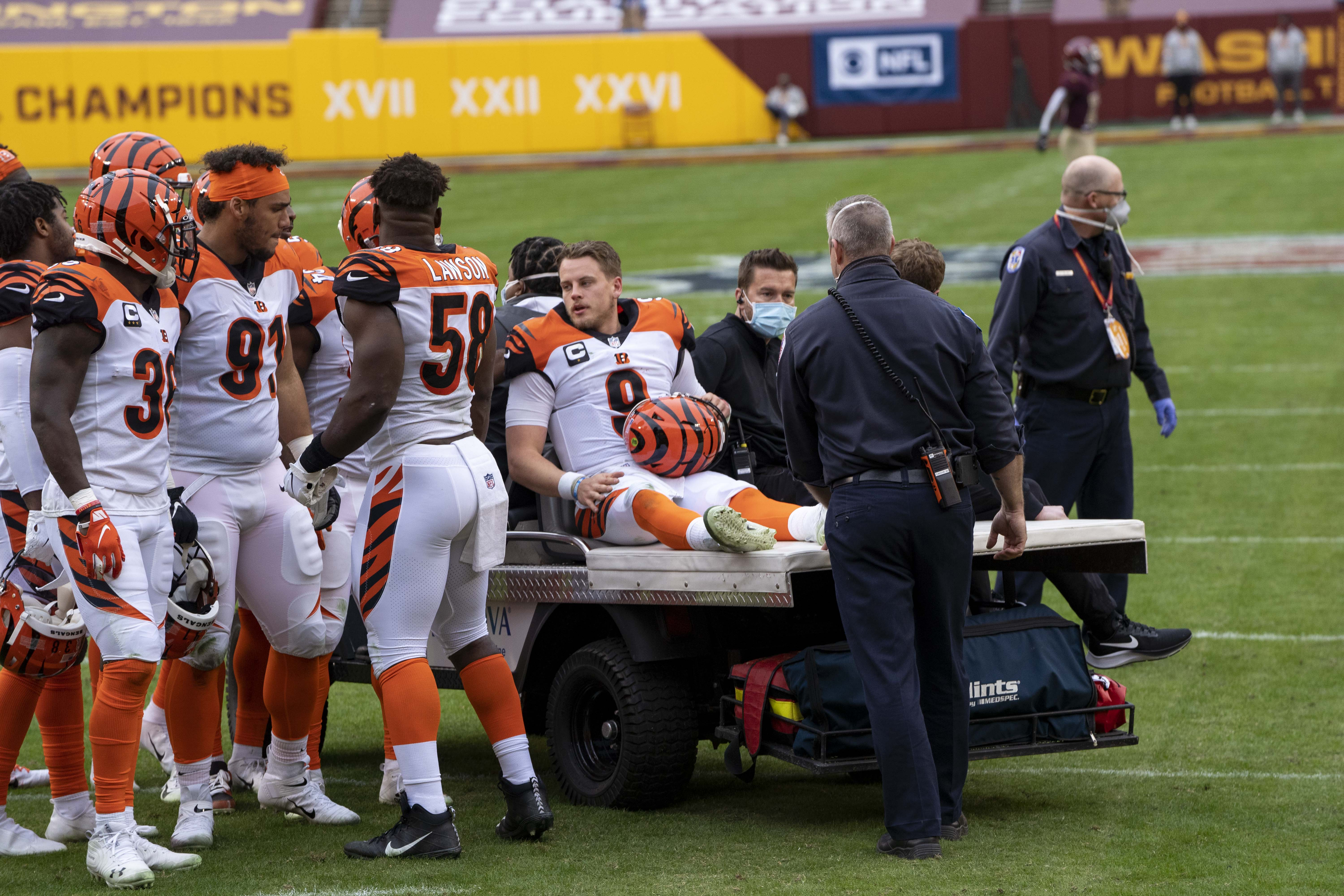
Burrow, retirándose en camilla tras lesionarse en la semana 11.

Burrow fue seleccionado por los Cincinnati Bengals en la primera posición global del Draft de la NFL de 2020. Firmó su contrato de novato a finales de julio por cuatro años y 36,1 millones de dólares y a principios de septiembre fue nombrado uno de los capitanes del equipo.
Debutó como profesional el 13 de septiembre de 2020 lanzando 36 pases, de los que completó 23 para un total de 193 yardas y una intercepción en la derrota de su equipo ante Los Angeles Chargers. En la siguiente semana lanzó su primer touchdown con un pase de veintitrés yardas atrapado por C.J. Uzomah. En ese partido, en el que los Bengals perdieron 30-35 frente a los Cleveland Browns, Burrow estableció un nuevo récord de pases completados por un quarterback novato en un partido (36). Logró su primera victoria en la NFL en la semana 4, en la que los Bengals derrotaron 33-25 a los Jacksonville Jaguars.
En la semana 11, ante el Washington Football Team, sufrió una grave lesión en la rodilla izquierda. Las pruebas señalaron que Burrow sufrió una rotura en los ligamentos cruzados anterior y medio, así como daños en el ligamento posterior y en el menisco, por lo que se perdió lo que restaba de temporada.

##### 2021

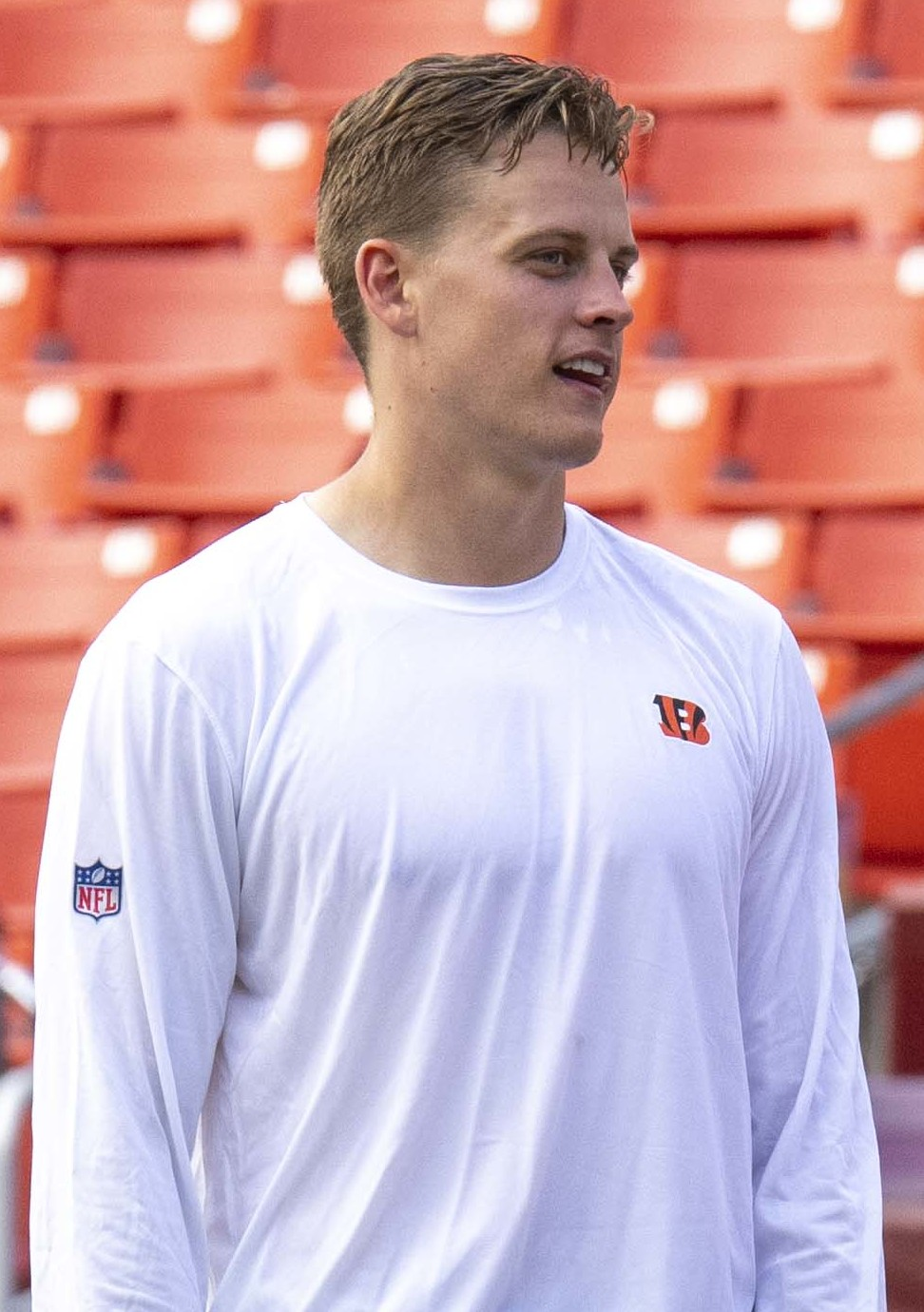
Joe Burrow en 2021

Burrow regresó de su lesión en la semana inaugural de 2021, venciendo a los Minnesota Vikings por 27-24. En ese partido logró 20 de 27 en pases para 261 yardas y dos touchdowns. Terminó la temporada con un total de 366 pases completados para 4611 yardas y 34 touchdowns y lideró la liga en porcentaje de pases completados (70,4%) y en sacks recibidos (51). Fue elegido por Associated Press como Comeback Player of the Year.
En la ronda de wild cards, los Bengals vencieron 26-19 a los Las Vegas Raiders y lograron su primera victoria en postemporada desde 1990. En la ronda divisional, en la que la franquicia de Ohio eliminó al que venía de ser el mejor equipo de la AFC, los Tennessee Titans, Burrow recibió nueve sacks, cifra récord en un partido de Playoffs empatado con Warren Moon en 1993. En el AFC Championship Game, los Bengals ganaron en la prórroga a los Kansas City Chiefs y Joe Burrow igualó a Boomer Esiason como el quarterback con más victorias de Playoffs de la historia de los Cincinnati Bengals.

##### 2023
El 7 de septiembre de 2023 se convirtió en el jugador mejor pagado en la historia de la NFL al firmar una extensión de contrato por 5 temporadas y 275 millones de dólares. Este acuerdo superó el récord previo, que estaba en manos de Justin Herbert.

## Estadísticas
| Negrita | Máximo de carrera |

### Temporada regular
| Año   | Equipo | Partidos | Partidos | Partidos | Pase | Pase | Pase | Pase  | Pase | Pase | Pase | Pase  | Carrera | Carrera | Carrera | Carrera |
| Año   | Equipo | PJ       | PT       | Récord   | Comp | Att  | Pct  | Yds   | Avg  | TD   | Int  | Rate  | Att     | Yds     | Avg     | TD      |
| ----- | ------ | -------- | -------- | -------- | ---- | ---- | ---- | ----- | ---- | ---- | ---- | ----- | ------- | ------- | ------- | ------- |
| 2020  | CIN    | 10       | 10       | 2-7-1    | 264  | 404  | 65.3 | 2688  | 6,7  | 13   | 5    | 89,8  | 37      | 142     | 3,8     | 3       |
| 2021  | CIN    | 16       | 16       | 10-6     | 366  | 520  | 70,4 | 4611  | 8,9  | 34   | 14   | 108,3 | 40      | 118     | 3,0     | 2       |
| 2022  | CIN    | 16       | 16       | 12-4     | 414  | 606  | 68,3 | 4475  | 7,4  | 35   | 12   | 100,8 | 75      | 257     | 3,4     | 5       |
| Total | Total  | 42       | 42       | 24-17-1  | 1044 | 1530 | 68,2 | 11774 | 7,7  | 82   | 31   | 100,4 | 152     | 517     | 3,4     | 10      |

### Playoffs
| Año   | Equipo | Partidos | Partidos | Partidos | Pase | Pase | Pase | Pase | Pase | Pase | Pase | Pase  | Carrera | Carrera | Carrera | Carrera |
| Año   | Equipo | PJ       | PT       | Récord   | Comp | Att  | Pct  | Yds  | Avg  | TD   | Int  | Rate  | Att     | Yds     | Avg     | TD      |
| ----- | ------ | -------- | -------- | -------- | ---- | ---- | ---- | ---- | ---- | ---- | ---- | ----- | ------- | ------- | ------- | ------- |
| 2021  | CIN    | 1        | 1        | 5-2      | 24   | 34   | 70,6 | 244  | 7,2  | 5    | 2    | 110,4 | 2       | -2      | -1,0    | 0       |
| Total | Total  | 1        | 1        | 5-2      | 24   | 34   | 70,6 | 244  | 7,2  | 5    | 2    | 110,4 | 2       | -2      | -1.0    | 0       |